# 프로비던스 (1977년 영화)
《프로비던스》(Providence)는 1977년 개봉한 프랑스, 스위스의 드라마 영화이다. 알랭 레네가 감독을, 데이비드 머서가 각본을 맡았다. 1978 세자르상 시상식에서 작품상, 감독상, 편집상 등 7개 부문 상을 수상했다.

## 줄거리 요약
78번째 생일을 앞둔 병약한 알코올 중독 작가 클라이브 랭햄은 고통스럽고 잠 못 드는 밤을 보내며 자신의 가족을 바탕으로 한 인물들이 자신의 환상과 기억에 따라 형성되고 그들의 행동에 대한 신랄한 비판이 곁들여진 소설의 장면들을 마음속으로 구성하고 재구성한다. 그의 아들 클로드는 냉정하고 무자비한 검사로 나타나 악의적인 말다툼을 즐긴다. 그의 둘째(사생아) 아들 케빈은 쫓기던 노인을 안락사시킨 혐의로 기소된 이상주의적인 군인으로 등장한다. 클로드의 아내 소니아는 케빈에게 동정심을 보이며 남편의 무정함에 항의하며 그를 유혹하려 한다. 클라이브는 또한 클로드의 정부인 헬렌이라는 인물을 창조하지만, 그녀는 자살한 클라이브의 죽은 아내 몰리의 특징을 지니고 있다. 클라이브의 상상 속에는 또한 노인의 시신 부검 장면, 스포츠 경기장에 구금된 노인들의 군사적 단속 장면, 그리고 쫓기는 남자가 늑대인간으로 변하는 어둡고 뒤얽힌 숲 장면이 자주 등장한다. 클라이브가 의식을 잃기 전에 그가 숲에서 늑대인간으로 본 것은 케빈이었다. 클로드는 케빈을 쏘지만 그를 그들의 아버지와 동일시하는 것처럼 보인다.
다음 날, 클라이브는 클로드, 소니아, 케빈(실제로는 천체 물리학자)을 자신의 시골 저택의 햇살 가득한 정원에서 목가적인 생일 점심 식사에 초대한다. 그들의 관계는 서로에 대한 애정과 유머로 특징지어지지만, 그 자리에 대한 자제심의 징후도 보인다. 점심 식사 후, 마지막 이별을 예견하는 듯, 클라이브는 예상치 못하게 그들 모두에게 한마디 없이 떠나라고 요청한다.

## 출연

### 주연
- 더크 보가드
- 엘렌 버스틴
- 존 길구드

### 조연
- 데이비드 워너
- 일레인 스트리치
- 시릴 러크햄
- 데니스 로슨
- 캐스린 레이 스콧